# Börje Mellvig
Börje Mellvig (23 de noviembre de 1911-7 de noviembre de 1998) fue un actor, director, guionista y letrista de nacionalidad sueca.

## Biografía
Su nombre completo era Harald Filip Börje Mellvig, y nació en Malmö, Suecia, siendo su padre Bernhard Mellvig, director de la publicación Svenska Morgonbladet, motivo por el cual en un principio pensó dedicarse al periodismo. Sin embargo, decidió hacerse actor, aunque antes estudió pintura con Otte Sköld. Empezó a formarse como actor con clases privadas de Sandro Malmquist, ingresando después en la escuela del Teatro Municipal de Gotemburgo. Debutó sobre el escenario en 1933 en el Teatro Oscar de Estocolmo. Posteriormente actuó en otros teatros de la capital sueca, como el Nya Teatern, el Blancheteatern, el Vasateatern, el Boulevardteatern y, en los años 1950, en el Riksteatern. 
Mellvig trabajó también en la dirección teatral, ocupándose en Estocolmo, Malmö y Upsala, así como en la radio. En la década de 1970 trabajó en el Teatro Dramaten y en piezas de teatro televisado. Igualmente, fue director artístico de la compañía Dramatikerstudion.
Además, fue actor de cine y televisión. Su primera película llegó en 1937 bajo la dirección de Gunnar Olsson, Bergslagsfolk, trabajando en un total de alrededor de cien producciones televisivas y cinematográficas. Se especializó en personajes dotados de autoridad tales como abogados y empresarios,  autoritarios. De manera general trabajó como actor de reparto, desempeñando raramente personajes principales.
Börje Mellvig falleció en Estocolmo en el año 1998. Fue enterrado en el Cementerio Norra begravningsplatsen de dicha ciudad. Era hermano mayor del escritor Folke Mellvig.

## Filmografía

### Actor
- 1937 : Bergslagsfolk
- 1941 : Söderpojkar
- 1941 : Ung dam med tur
- 1942 : Himlaspelet
- 1942 : En sjöman i frack
- 1943 : En vår i vapen
- 1943 : I dag gifter sig min man
- 1943 : Elvira Madigan
- 1944 : Den heliga lögnen
- 1944 : Narkos
- 1944 : Lev farligt
- 1944 : Gröna hissen
- 1944 : Nyordning på Sjögårda
- 1944 : Skogen är vår arvedel
- 1944 : Skeppar Jansson
- 1945 : En förtjusande fröken
- 1945 : Brott och straff
- 1945 : Den heliga lögnen
- 1945 : Flickor i hamn
- 1945 : Kungliga patrasket
- 1945 : Trötte Teodor
- 1945 : Gomorron Bill!
- 1945 : 13 stolar
- 1945 : Moderskapets kval och lycka
- 1946 : Kärlek och störtlopp
- 1946 : När ängarna blommar
- 1946 : Kristin kommenderar
- 1946 : I dödens väntrum
- 1946 : Rötägg
- 1946 : Försök inte med mej ..!
- 1946 : Peggy på vift
- 1947 : Krigsmans erinran
- 1947 : Sjätte budet
- 1948 : Kärlek, solsken och sång
- 1948 : På dessa skuldror
- 1948 : Intill helvetets portar
- 1948 : Kvinnan gör mig galen
- 1949 : Fängelse
- 1949 : Smeder på luffen
- 1949 : Farlig vår
- 1949 : Gatan
- 1949 : Sven Tusan
- 1949 : Jungfrun på Jungfrusund
- 1949 : Boman får snurren
- 1949 : Sjösalavår
- 1949 : Stora Hoparegränd och himmelriket
- 1950 : Cuando la ciudad duerme
- 1950 : Hjärter Knekt
- 1950 : Ung och kär
- 1951 : Kvinnan bakom allt
- 1951 : Det var en gång en sjöman
- 1951 : Min vän Oscar
- 1951 : Bönans hemlighet (corto)
- 1951 : Tull-Bom
- 1952 : När syrenerna blomma
- 1952 : Kärlek
- 1953 : Malin går hem
- 1953 : Mästerdetektiven och Rasmus
- 1953 : Dansa, min docka...
- 1953 : Marianne
- 1954 : I rök och dans
- 1954 : Ung sommar
- 1954 : Skattefria Andersson
- 1954 : Foreign Intrigue (TV)
- 1955 : Janne Vängman och den stora kometen
- 1955 : Sommarnattens leende
- 1955 : Så tuktas kärleken
- 1955 : Blå himmel
- 1955 : Tales of Hans Anderson (TV)
- 1956 : Suss gott
- 1956 : Rätten att älska
- 1956 : Där möllorna gå...
- 1956 : Pettersson i Annorlunda
- 1957 : Med glorian på sned
- 1957 : 91:an Karlsson slår knock out
- 1957 : Lille Fridolf blir morfar
- 1957 : Blondin i fara
- 1958 : Fröken April
- 1959 : Guldgrävarna
- 1959 : 13 Demon Street (TV)
- 1960 : Tre önskningar
- 1961 : Änglar, finns dom?
- 1963 : Ett drömspel (TV)
- 1963 : Fan ger ett anbud (TV)
- 1964 : Tre dar på luffen
- 1964 : Älskande par
- 1964 : Slottstappning (TV)
- 1965 : Aftonstjärnan (TV)
- 1966 : Operation Argus (TV)
- 1967 : Lorden från gränden (TV)
- 1968 : Pygmalion (TV)
- 1968 : Freddy klarar biffen
- 1970 : Som hon bäddar får han ligga
- 1970 : Grisjakten
- 1970 : Söderkåkar (TV)
- 1970 : Röda rummet (TV)
- 1971 : Lockfågeln
- 1973 : Den vita stenen (TV)
- 1973 : N.P. Möller, fastighetsskötare (TV)
- 1973 : Pappas pojkar (TV)
- 1975 : Champagnegalopp
- 1977 : Friaren som inte ville gifta sig (TV)
- 1977 : Ärliga blå ögon (TV)
- 1980 : Sinkadus (TV)
- 1983 : Raskenstam
- 1983 : Farmor och vår Herre (TV)
- 1983 : Spanarna (TV)
- 1990 : Imorgon var en dröm (TV)

### Guionista
- 1945 : Fem i tolv (corto)
- 1946 : Peggy på vift
- 1953 : Malin går hem (corto)

### Director
- 1943 : Tornebygd

## Teatro

### Actor
- 1934 : Leka med elden, de August Strindberg, dirección de Sandro Malmquist, Teatro Oscar[4]
- 1934 : Det framtvingade giftermålet, de Moliére, dirección de Sandro Malmquist, Teatro Oscar
- 1938 : Min hustru doktor Carson, de St. John Greer Ervine, dirección de Harry Roeck-Hansen, Blancheteatern[5]
- 1939 : Madame Bovary, de Gaston Baty, dirección de Harry Roeck-Hansen, Blancheteatern[6]
- 1942 : Sagan, de Hjalmar Bergman, dirección de Per Lindberg, Konserthusteatern[7]
- 1943 : Arsénico y encaje antiguo, de Joseph Kesselring, dirección de Torsten Hammarén, Teatro Oscar[8]
- 1944 : Livet är ju härligt, de William Saroyan, dirección de Per Knutzon, Teatro Oscar[9]
- 1956 : La gata sobre el tejado de zinc, de Tennessee Williams, dirección de Per Gerhard, Vasateatern[10]
- 1961 : Tokan, de Marcel Achard, dirección de Tom Dan-Bergman, Biograf Edison[11]
- 1965 : West Side Story, de Leonard Bernstein, Stephen Sondheim y Arthur Laurents, dirección de Rikki Septimus, Teatro Oscar[12][13]
- 1976 : Chez nous, de Per Olov Enquist y Anders Ehnmark, dirección de Lars Göran Carlson, Dramaten

### Director
- 1951 : The Field God, de Paul Green, adaptación de Henrik Dyfverman y Sven-Bertil Norberg, Riksteatern[14]
- 1955 : Les jours heureux, de Claude-André Puget, Riksteatern[15]
- 1956 : Under treet ligg øksa, de Tormod Skagestad, Riksteatern[16]
- 1957 : Otelo, de William Shakespeare, Riksteatern[17]
- 1958 : Espectros, de Henrik Ibsen, Riksteatern[18]
- 1959 : La ratonera, de Agatha Christie, Lisebergsteatern, dirección junto a Bengt Blomgren
- 1961 : Process a Jesus, de Diego Fabbri, adaptación de Karin Alin, Malmö stadsteater

## Radioteatro
- 1942 : Sagan, de Hjalmar Bergman, dirección de Per Lindberg[19]
- 1959 : Vägglusen, de Vladimir Majakovskij, dirección de Staffan Aspelin[20]